# Kostelsko
Kostelsko is een plaats in de gemeente Pregrada in de Kroatische provincie Krapina-Zagorje. De plaats telt 254 inwoners (2001).